# 매트 페인팅
매트 페인팅(Matte painting)은 영화 제작자가 촬영 장소에 존재하지 않는 환경의 환상을 만들 수 있도록 경관, 세트 또는 먼 위치를 회화로 표현한 것이다. 역사적으로 매트 페인터와 영화 기술자는 매트 페인팅 이미지와 실사 영상을 결합하기 위해 다양한 기술(합성)을 사용해 왔다. 최상의 상태에서는 아티스트와 기술자의 기술 수준에 따라 효과가 원활하며 촬영이 불가능하거나 비용이 많이 드는 환경을 만든다. 장면에서 페인팅 부분은 정적이지만 움직임이 통합되어 있다.

## 같이 보기
- 크로마키